# Aït Tahhak Oufla
Ait Tahhak Oufla est un douar situé dans la commune de Sidi Abdallah El Bouchouari, au Maroc. 
Il appartient à la chefferie d'Afla Ouzilal, qui comprend 27 villages.

## Démographie
Sa population est estimée à 17 habitants selon le recensement officiel de la population et de l'habitat de 2004.